# ITV 수도권뉴스
iTV 수도권뉴스는 2004년까지 방송되었던 iTV 경인방송의 뉴스 프로그램이다.

## 개요
1999년 11월 15일 《iTV 로컬635》로 방송을 시작해, 2000년 3월 31일에 잠정적으로 종영됐다가, 2000년 6월 19일 《iTV 로컬투데이》로 재신설되어 2001년부터 "iTV 수도권뉴스"로 바뀌었으나, 2004년 11월 12일 iTV 파업으로 인해 종영하였다.

## 타이틀 변천사
| 역대 (대수) | 타이틀         | 방송 기간                          |
| ----------- | -------------- | ---------------------------------- |
| 1대         | iTV 로컬635    | 1997년 10월 11일 ~ 2000년 3월 31일 |
| 2대         | iTV 로컬투데이 | 2000년 4월 1일 ~ 2001년 1월 31일   |
| 3대         | iTV 수도권뉴스 | 2001년 2월 1일 ~ 2004년 12월 31일  |

## 역대 방송시간
| 방송 채널 | 방송 기간                           | 방송 시간                         |
| iTV       |                                     |                                   |
| --------- | ----------------------------------- | --------------------------------- |
| iTV       | 1997년 10월 11일 ~ 2000년 3월 31일  | 매일 저녁 6:35 ~ 저녁 6:50 (15분) |
| iTV       | 2000년 4월 1일 ~ 2000년 9월 14일    | 매일 저녁 6:00 ~ 저녁 6:15 (15분) |
| iTV       | 2000년 9월 15일 ~ 2000년 9월 24일   | 매일 저녁 6:00 ~ 저녁 6:25 (25분) |
| iTV       | 2000년 9월 25일 ~ 2000년 9월 30일   | 매일 저녁 6:15 ~ 저녁 6:40 (25분) |
| iTV       | 2000년 10월 1일 ~ 2001년 6월 30일   | 매일 저녁 6:15 ~ 저녁 6:30 (15분) |
| iTV       | 2001년 7월 1일 ~ 2003년 10월 26일   | 매일 저녁 6:10 ~ 저녁 6:30 (20분) |
| iTV       | 2003년 10월 27일 ~ 2004년 4월 4일   | 매일 오후 5:40 ~ 저녁 6:00 (20분) |
| iTV       | 2004년 4월 5일 ~ 2004년 7월 4일     | 매일 오후 5:45 ~ 저녁 6:00 (15분) |
| iTV       | 2004년 7월 5일 ~ 2004년 10월 17일   | 매일 저녁 6:10 ~ 저녁 6:25 (15분) |
| iTV       | 2004년 10월 18일 ~ 2004년 12월 31일 | 매일 오후 5:50 ~ 저녁 6:05 (15분) |

## 역대 앵커
- 1대 : 조진영
- 2대 : 홍원기
- 3대 : 임동석